# وزارة الأراضي والبنية التحتية والنقل والسياحة (اليابان)

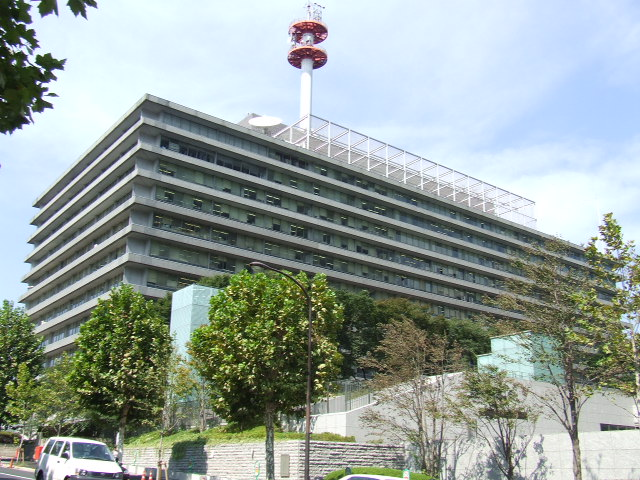
مبنى وزارة الأراضي والبنية التحتية والنقل والسياحة اليابانية.

وزارة الأراضي والبنية التحتية، والنقل والسياحة
(باليابانية: 国土交通省 كوكودو-كوتسو-شو) اختصاره مليت، وزارة الحكومة اليابانيةهي وزارة في الحكومة اليابانية مسؤولة عن حوالي ثلث مجموع القوانين والأوامر في اليابان وهي الوزارة اليابانية الأكبر من حيث عدد الموظفين، فضلا عن كونها ثاني أكبر جهاز في الحكومة اليابانية بعد وزارة الدفاع. للوزارة أربعة أجهزة خارجية تابعة لها بما في ذلك قوات خفر السواحل اليابانية ووكالة السياحة اليابانية ووكالة الأرصاد الجوية.

## وصلات خارجية
- الموقع الرسمي